# Řád Leopolda
Řád Leopolda  (francouzsky: Ordre de Léopold, nizozemsky: Leopoldsorde) je vyznamenání Belgického království.
Řád založil dne 11. července 1832 král Leopold I. Belgický.
Uděluje se za služby prokázané belgickému státu.

## Třídy
Uděluje se v pěti třídách:
- Velkostuha
- Velkodůstojník
- Komandér
- Důstojník
- Rytíř

## Insignie
| Stuhy      | Stuhy          | Stuhy    | Stuhy     | Stuhy |
| ---------- | -------------- | -------- | --------- | ----- |
| Velkostuha | Velkodůstojník | Komandér | Důstojník | Rytíř |

## Rovnocenná vyznamenání
Řád koruny je zhruba rovnocenný s následujícími řády jiných států:
- Spojené království – Řád lázně
- Francie – Řád čestné legie
- Lucembursko – Nassavský domácí řád zlatého lva
- Nizozemsko – Vojenský řád Vilémův, Řád nizozemského lva
- Norsko – Řád svatého Olafa
- Švédsko – Řád meče